# Charlie Miller
Charles "Charlie" Miller, född 18 mars 1976 i Glasgow, är en skotsk före detta fotbollsspelare. Han har spelat för bland annat Rangers, Watford och Lierse SK i belgiska Jupiler League. Han har även spelat för SK Brann i norska Tippeligan under 2004–2006.

## Meriter

### Skottland
- Skotska Premier League: 1993, 1994, 1995, 1996, 1997
- Skotska cupen: 1993, 1996
- Skotska Ligacupen: 1993, 1996

### Norge
- Norska cupen: 2004